# John Cabrera (Schauspieler)

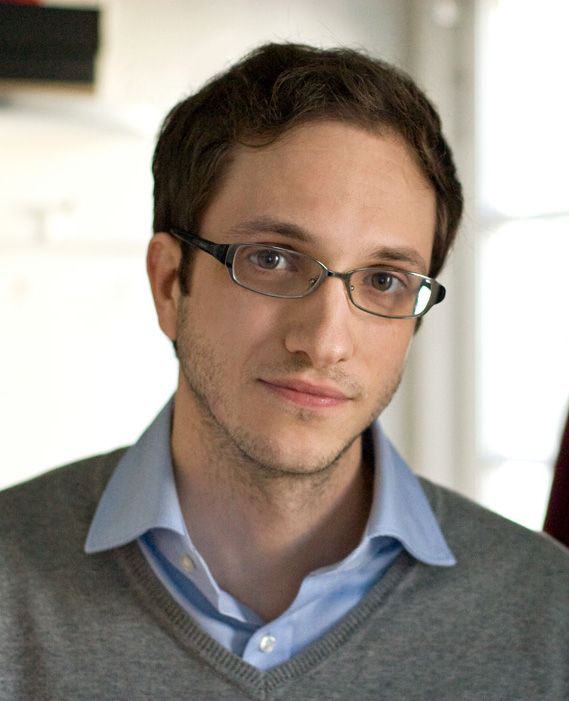
John Cabrera

John Cabrera (* 26. August 1975) ist ein US-amerikanischer Schauspieler, Drehbuchautor und Regisseur, der vor allem für seine Rolle als Brian Fuller in der Fernsehserie Gilmore Girls  bekannt ist. Er hat auch bei Studio 60 on the Sunset Strip, Navy CIS, American Dreams, Miracles und CSI mitgespielt.

## Leben
Cabrera wurde in Miami, Florida geboren und besuchte dort die Miami Killian High School (Abschlussklasse von 1993), wo er mit der Schauspielerei begann. Danach besuchte er die Schauspielschule (ehemalige The Goodman School of Drama) der DePaul University in Chicago, Illinois, wo er den Bachelor in  Schauspielkunst machte. Andere Schauspielkollegen der Schule sind z. B. langjährige Freunde wie Judy Greer, Michael Muhney und Sean Gunn.
1998 trat er einem Verband von Berufstheaterspielern bei und half bei der Gründung von Collaboraction, einem interdisziplinären Theaterensemble, das am meisten für sein bunt gewürfeltes Medientheaterfestival Sketchbook bekannt ist, welches er zusammen mit dem Collaboraction-Intendanten Anthony Moseley kreierte. 2001 erhielt Cabrera einen Joseph Jefferson Citation Award für seine Rolle als Nat in der Collaboraction-Bühnenproduktion Refuge (von Jessica Goldberg).
Cabrera zog im Jahr 2000 nach Los Angeles, wo er seither als Schauspieler im Bereich Fernsehen, Film und Theater, wie beispielsweise dem Mark Taper Forum’s Taper Too und dem South Coast Repertory arbeitet.
Obwohl er als Schauspieler bekannter ist, ist Cabrera auch Regisseur von Filmen wie dem Featurette (Anm. Kurzfilmform) The Man Who Invented the Moon. Der Film wurde von dem langjährigen Kollegen und Freund Lee Kirk geschrieben und zeigt Sean Gunn in einer Rolle.
Im Jahr 2007 führte Cabrera Regie für den Videoclip zu Willie Wiselys Single Through any window, in dem Jenna Fischer (NBC’s The Office) die Hauptrolle spielt.
In den letzten Jahren konzentrierte sich Cabrera jedoch immer stärker auf seine Karriere als Drehbuchautor. Für lockerz.com schrieb Cabrera 2010 eine Indie-Musical-Webserie namens The Homes (unter anderem mit Chelsea Kane, Sean Gunn und Keiko Agena). Gedreht wurde die Geschichte um eine Gruppe Teenager auf einem Roadtrip nach Los Angeles in Kalifornien und Nevada. Jede Episode endet mit einem Videoclip und einem eigens für die Serie geschriebenen und von den Jungschauspielern aufgenommenen Song. Cabrera war neben dem Drehbuch für die Regie verantwortlich und kümmerte sich auch um einen Großteil der (Post-)Produktion.
Cabrera wirbt für seine Webserie H+: The Digital Series (Warner Brothers). Cabrera konzipierte und schrieb zusammen mit Cosimo DeTommaso das Drehbuch – eine langjährige Arbeit, die schon 2006 begann. Gedreht wurde H+ (unter anderem mit Hannah Herzsprung, Alexis Denisof, Sean Gunn, David Clayton Rogers) 2011 in Chile. Im selben Jahr wurde H+ auf der Comic Con in San Diego angekündigt und auch 2012 dort wieder beworben. Die Veröffentlichung des Projekts, hinter dessen Produktion Bryan Singer steht, erfolgte am 8. August 2012 auf YouTube.